# الجنة في الحضارات الإنسانية
تصورات الجنة في الحضارات الإنسانية القديمة هي مفاهيم ثقافية ودينية متعددة تصوّرت وجود عالم مثالي أو نعيم أبدي ما بعد الموت، تختلف خصائصه باختلاف البيئات الجغرافية والرمزية للمجتمعات القديمة. عكست تلك التصورات، في الغالب، آمال الإنسان تجاه الخلود والعدل والسكينة الأبدية، وظهرت في سياقات دينية وأساطير وفنون متعددة.

## المفهوم العام
```
فكرة "الجنة" ظهرت في أغلب الحضارات الإنسانية بشكل أو بآخر، سواء على شكل حديقة، جزيرة، جبل، أو حالة روحية. ويُنظر إليها غالبًا كنوع من التعويض الأخلاقي، أو كمأوى للأرواح الطاهرة، أو مساحة أسطورية موازية للعالم المادي.
```

## تصورات الجنة حسب الحضارات
```
=== الرافدية (سومر وبابل) ===
```

```
تصور العالم الآخر كان مظلمًا وكئيبًا (Kur أو Irkalla)، ولم يكن هناك ارتباط بين الأخلاق والمصير بعد الموت. لكن ظهرت استثناءات مثل أسطورة ديلمون كرمز بدائي للخلود.
```

### المصرية القديمة
```
عرفت باسم Aaru (حقول القصب)، وهي حديقة خضراء مثالية يُبعث فيها الصالحون بعد محكمة أوزوريس. دخول الجنة كان مشروطًا بطهارة القلب ومعرفة طقوسية مدوّنة في "كتاب الموتى".
```

### اليونانية
```
جنة Elysium كانت مخصصة للأبطال والنبلاء. العوام يُعادون إلى Hades. ارتبطت الجنة هنا بالقيم الشرفية.
```

### الهندوسية والبوذية
```
لم تكن الجنة بمعناها المكاني التقليدي شائعة، بل يتم الحديث عن التحرر الروحي مثل Moksha وNirvana. بعض النصوص تشير إلى سماوات مؤقتة في مسار تناسخ الأرواح.
```

### الزرادشتية
```
يُقاس المصير الأخروي بناءً على الأعمال. الأرواح تمر بجسر Chinvat الذي يؤدي إما إلى الجنة الصافية أو الجحيم. تُعد من أوائل الديانات التي وضعت تصورًا أخلاقيًا صارمًا للآخرة.
```

### حضارات اليمن القديمة
```
لم يظهر مفهوم "جنة" واضح في النصوص السبئية أو المعينية أو الحضرمية. كانت هناك طقوس جنائزية مرتبطة بالآلهة والقرابين دون تصور مادي للنعيم.
```

### الصينية والتاوية
```
ظهرت تصورات للجنة في شكل جبال مثل Kunlun أو جزر مثل Penglai، موطناً للحكماء والخالدين. تداخلت هذه التصورات مع مفاهيم فلسفية حول الانسجام والطبيعة.
```

### اليابانية (شنتو)
```
لم يكن هناك مفهوم واضح للجنة، بل كان العالم الآخر هو Yomi، مكان غامض وظلي لا يوجد فيه عقاب أو نعيم.
```

### أمريكا الوسطى (المايا والأزتك)
```
ظهرت تصورات متنوعة. مثل Tlālōcān المرتبطة بالإله المطر، وOmeyocan كمقر للآلهة. تعتمد الجنة على كيفية الموت.
```

### الشعوب الجرمانية والسلتية
```
عرفوا Valhalla وTír na nÓg كمواطن للنعيم البطولي. الجنة هنا تتجسد بالشجاعة والبطولة.
```

## تمثيلات الجنة في الفنون والثقافة
```
=== الفنون التشكيلية ===
```

```
ظهرت الجنة في أعمال فنية مثل "حديقة اللذات الأرضية" (هيرونيموس بوش)، و"الفردوس" (تينتوريتو)، إضافة إلى زخارف سجاد الحدائق الإسلامية وجدارية "جنة ميتريا" في الفن البوذي.
```

### الأدب
```
تناول الأدباء موضوع الجنة رمزيًا، كما في "الفردوس المفقود" (جون ميلتون)، و"قبة قصر خان" (كوليردج)، وكتابات ويليام بليك عن زواج الجنة والنار.
```

### السينما والموسيقى
```
ظهرت الجنة في أفلام مثل Gladiator (حقول الإليزيوم) وفي أغاني وأعمال موسيقية تُمجّد الجنة أو تستلهمها.
```

### الفنون المعاصرة
```
في معارض مثل "Paradise Now؟" و"Making Paradise" أُعيد تأويل مفهوم الجنة كرمز ثقافي، اجتماعي، أو بيئي، يعكس قضايا الهوية والاستعمار.
```

## تحليل علمي وفلسفي
```
يشير كثير من الباحثين إلى أن فكرة الجنة تعبّر عن استجابة إنسانية لفكرة الموت، ومحاولة لإعادة تحقيق العدالة خارج العالم المادي، كما تُمثّل طموحًا نحو الكمال والنقاء والطمأنينة.
```